# Robert S. Beightler
Robert Sprague Beightler (21 mars 1892 – 12 février 1978), né à Marysville, Ohio est un général américain de l'US Army pendant la Seconde Guerre mondiale.

## Biographie
Beightler est né le 21 mars 1892 à Marysville, en Ohio, il a des descendants germano-anglo-français. Il est le fils de William P. Beightler, ingénieur et géomètre. Sa mère était Joana Sprague, fille de Franklin B. Sprague et un cousin de Oliver Hazard Perry, le gouverneur William Sprague IV, et le sénateur américain William Sprague III.
Ses ancêtres paternels provenaient d'Allemagne, après avoir immigré en Pennsylvanie au XVIIIe siècle. Dans le début du XIXe siècle, ses ancêtres étaient parmi les premiers pionniers de l'Ouest des États-Unis, d'abord dans l'Ohio, et finalement à Marysville. Ils ont servi durant la révolution américaine.
Après avoir obtenu son diplôme de l'école secondaire Marysville en 1909, il s'inscrit à lʼOhio State University. Là, il étudie le génie civil. Il devient ingénieur assistant à Union County.
Alors qu'il était au collège, il a rencontré sa future épouse Anna Lawrence Porter, qui était étudiante de l'Ohio Wesleyan University. Ils se marient le 14 octobre 1914 et ont eu trois enfants.
Le 7 août 1911, Beightler s'enrôle dans la Garde nationale de l'Ohio. Il fait partie de la 4e d'infanterie de l'Ohio. Beightler sert à Marysville. En 1913, Beightler atteint le grade de sergent-chef et sous-lieutenant en 1914.
En août 1916, le président Woodrow Wilson mobilise 400 000 soldats de partout dans le pays, y compris de la Garde nationale, qui doivent être envoyés à la frontière mexicaine pour faire face à la crise frontalière et Pancho Villa. Les forces étaient dirigées par John J. Pershing. Un jeune Beightler servit dans ce conflit.
Le 5 août 1917, Beightler devient premier lieutenant dans l'armée américaine, agissant comme un adjudant pour le 3e bataillon du 166e régiment d'infanterie américain. Beightler est transféré à Camp Mills à Long Island en préparation pour le déploiement en France dans le théâtre européen de la Première Guerre mondiale.
Avant son départ pour l'Europe en octobre 1917, Anne rend visite à Robert souhaite bien et l'informer qu'ils attendaient leur premier enfant. Dès son arrivée en France, le régiment Beightler a entrepris des opérations de formation de base, y compris l'apprentissage de la langue française, basé dans un premier temps à Sedan.
Après la guerre, il rentre chez lui dans l'Ohio en 1919. Il réintègre la vie civile et travaille comme ingénieur pour l'État à Columbus sur les demandes de son père pour travailler dans le comté en tant qu'ingénieur. Il poursuit une école de commandement et d'état-major général à Leavenworth, au Kansas, pour suivre des cours d'agent de la Garde nationale. En 1930, il est diplômé de l'Army War College.
En 1932, Beightler retourne au service actif, au service de l'état-major général de l'armée à Washington DC, les niveaux les plus élevés de l'armée, ce qui est rarement accordé aux officiers de la Garde nationale. Il passe la plupart de son temps à travailler sur les plans de l'Interstate Highway System.
En 1936, il retourne dans l'Ohio, en travaillant comme chef du personnel de la 37e division d'infanterie et commande la 74e brigade d'infanterie. En 1940, Bricker nomme Beightler général de la 37e division d'infanterie.

### Seconde Guerre mondiale
Beightler prit ses fonctions de général de la division en 1940, et a immédiatement commencé la préparation des soldats.
La 37e participe aux manœuvres en Louisiane, dans laquelle les futurs dirigeants militaires Dwight Eisenhower, George Patton, Omar Bradley, et Leslie McNair sont présents. McNair dira de Beightler qu'il était "l'un des meilleurs commandants de la Garde nationale".
Après la formation de la 37e, Beightler les mène au combat dans le théâtre du Pacifique durant la guerre. La 37e est appelé, dans le théâtre en 1942. La 37e a été victorieuse dans de nombreuses batailles, dont des victoires en Nouvelle-Géorgie, à Bougainville et à la bataille de Manille. Ils allaient libérer 1 300 internés à la prison de Bilibid à Muntinglupa.
La Division de Buckeye produit 7 médailles d'honneur au cours de cette guerre. Beightler a été le seul officier commandant de la Garde nationale à avoir mené ses troupes tout au long de toute la guerre. 
Il est démobilisé en novembre 1945.

### Après-guerre

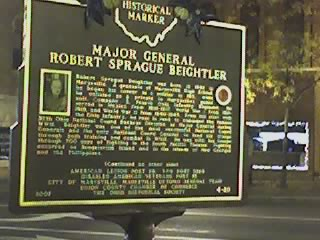
Plaque commémorative dans sa ville natale.

Après la guerre, Beightler commande le fort Hayes à Columbus. En 1947, il est nommé président du conseil d'administration du personnel du secrétaire de la guerre, à Washington. En 1949, il est affecté en Extrême-Orient, et reprend le commandement des Mariannes à Guam.
En 1950, il est nommé gouverneur militaire adjoint d'Okinawa, ainsi que vice-gouverneur des îles Ryūkyū. Au cours de cette période, il consacre l'essentiel de son temps à la reconstruction des infrastructures des îles Ryukyu. À la suite d'une crise cardiaque en 1952, Beightler est transporté à Walter Reed Medical Center à Washington DC et prend sa retraite après 42 ans de service, en 1953.
Beightler est impliqué dans la politique depuis son retour de la Première Guerre mondiale. Il a été tout au long de sa vie critique d'un pouvoir fédéral excessif et a constamment gardé rancune envers Washington dans la défense de la Garde nationale. Il était un fervent conservateur dans le sens classique et libéral du terme, croyant en la liberté des États.
Il a été actif au sein du Parti républicain de l'Ohio. Il devient délégué suppléant de la délégation de l'Ohio à la Convention nationale républicaine en 1940. 
En 1946, Beightler est candidat à un mandat politique, cette fois pour le Congrès. Toutefois, il n'était pas intéressé par ce poste. 
Beightler a officiellement pris sa retraite en 1962 à Worthington, Ohio. Il aimait le jardinage et la pêche, et a passé ses hivers en Floride. Il a suivi les affaires nationales et internationales en étroite collaboration, ainsi que Wall Street sur l'intérêt de ses propres participations financières. Il a également été actif pour les anciens combattants et des groupes civiques.
Ses deux enfants ont étudié à la United States Military Academy à West Point. Robert Jr. a servi aux Philippines pendant la Seconde Guerre mondiale en tant que chef de peloton dans le 511e régiment d'infanterie de parachute de la 11e division aéroportée. Le père et le fils combattent dans leurs divisions respectives lors de la bataille de Manille, et se réuniront en avril dans le nord de Luzon.
Beightler est décédé le 12 février 1978. Il est enterré au cimetière de Oakdale à Marysville.

## Décorations
Distinguished Service Cross avec une feuille de chêne 

Distinguished Service Medal avec deux feuilles de chêne

Silver Star avec une feuille de chêne

Purple Heart

World War II Victory Medal